# Luci Juni Brutus Damasip
Luci Juni Brutus Damasip (en llatí: Lucius Junius Brutus Damasippus) va ser un magistrat romà del segle ii aC. Formava part de la família dels Juni Brutus, una branca d'origen plebeu de la gens Júnia. El cognom Damasip segurament deriva del fet que havia estat adoptat per un membre de la gens Licínia, perquè aquest cognomen era propi dels membres d'aquesta gens.
Es va dedicar a la política activa i va ser un dels primers partidaris de Màrius el Jove. Quan Màrius era a Preneste assetjat per Sul·la l'any 82 aC, va creure que segurament moriria i va decidir que els seus enemics moririen amb ell: va enviar una lletra a Brutus, que llavors era pretor urbà a Roma, i li va encarregar d'anar al senat amb un fals pretext i allí assassinar Publi Antisti, Gai Papiri Carbó Arvina, Luci Domici Ahenobarb i el pontífex màxim Escèvola. Brutus va complir l'ordre, i els quatre designats van ser assassinats i els seus cossos tirats al riu Tíber.
Tot seguit, va fer un assaig (no reeixit) d'aixecar el setge de Preneste. El cònsol Gneu Papiri Carbó va fugir a Àfrica, però Brutus i els altres van decidir marxar a Roma i presentar batalla a Sul·la. Van ser derrotats amb facilitat, i Brutus va ser fet presoner i executat per ordre de Sul·la.